# 3-(3,4-di-hidroxifenil)lactato de sódio
3-(3,4-Diidroxifenil)lactato de sódio ou sal de sódio do ácido α,3,4-triidroxienzenepropanoico é o composto orgânico de fórmula química C9H9NaO5 e massa molecular 220,15. É classificado com o número CAS 67920-52-9  e número MDL MFCD09037393. É o sal de sódio do ácido 3-(3,4-diidroxifenil)láctico